# SN 2010li
SN 2010li – supernowa typu Ia odkryta 28 listopada 2010 roku w galaktyce A020702+2051. W momencie odkrycia miała maksymalną jasność 19,30m.